# Здравкович, Стеван
Стеван Здравкович (серб. Stevan Zdravković; 16 апреля 1835, Живица близ Пожареваца, Княжество Сербия — 4 августа 1900, Белград, Королевство Сербия) — сербский военный и государственный деятель, генерал (1893), педагог, профессор, директор Военной академии в Белграде, министр строительных работ, заместитель министра финансов, статский советник. Действительный член Сербской королевской академии наук (с 1871), почётный член академии с 1892 года.

## Биография
Из крестьян. В армию вступил юнкером в 1851 году. Окончил в 1856 году артиллерийское училище. Затем, следующих два года посещал политех, окончил в Париже Высшую инженерную школу (фр. École Nationale des Ponts et Chaussées).
Активный участник сербских войн. Во время Сербско-турецкой войны (1876—1877) командовал Краинской бригадой. В войну с Турцией 1877—1878 годов был командующим черногорской армией. Служил командующим Белградской крепости.
С. Здравкович был постоянным членом Комитета естественных и математических наук и Комитета по распространению науки и литературы среди народа, секретарём Комитета естественных и математических наук (1881—1883). Руководил Сербской военной академией с 1880 по 1887 год.
С 1887 по 1899 год занимал пост президента Красного Креста Сербии, когда его сменил Драгутин Франасович.
За год до начала Сербско-черногорско-турецкой войны Здравкович в звании подполковника служил в Сербском генеральном штабе Под командованием Ранко Алимпича.
Его внук Коча Попович (1908—1992), югославский военный и политический деятель, генерал-полковник ЮНА; начальник Генерального штаба ЮНА (1948—1953), министр иностранных дел СФРЮ (1953—1965), вице-президент СФРЮ (1966—1967); писатель и публицист. Народный герой Югославии (1953).